# Pinus heldreichii
Il pino loricato, noto anche come pino di Heldreich o pino bosniaco (Pinus heldreichii H.Christ 1863), è una specie della famiglia delle Pinacee diffusa nelle montagne dell'Europa sud-orientale.

## Descrizione

### Portamento
Portamento conico-espanso. Può raggiungere i 25-35 m con un diametro del tronco di 2 m.

### Corteccia
Si presenta molto spessa, da grigia a rossa-marrone, si fessura in ampie scaglie, dando al tronco un aspetto simile alla lorica squamata, il corpetto a scaglie metalliche che veniva indossato da alcune categorie di legionari dell'antica Roma, da cui il nome di pino loricato.

### Foglie
Aghiformi, lunghe 4-10 cm, con guaina persistente, riunite in mazzetti di due, di colore verde.

### Fiori
Meglio indicati come sporofilli, maturano in maggio-giugno.
- Macrosporofilli: a forma di cono, rossastri all'estremità del rametto.
- Microsporofilli: a forma di cono, giallastri, riuniti in gruppi densi alla base del rametto.

### Strobili
Di forma ovale-conica, a grappoli di 2-4 su piccoli peduncoli, sono lunghi 7-9 cm e larghi 2-3 cm. Sono bluastri in età giovanile e diventano marroni con la maturità durante il secondo anno. Contengono dei semi alati lunghi circa 6-7 mm con un'ampia ala lunga 25 mm che vengono dispersi dal vento.

## Distribuzione e habitat
Specie diffusa nella Bulgaria sudoccidentale, in Bosnia, Albania, Macedonia del Nord, Serbia, Grecia settentrionale (Monte Olimpo) e localmente nel sud dell'Italia. Raggiunge spesso il limite degli alberi in questa zona. È un albero sempreverde con un'altezza fino a 25-35 m. Viene coltivato come ornamentale in parchi e giardini.
È una specie che resiste bene anche al gelo, alla neve e ai forti venti. Sui versanti delle montagne dell'Appennino meridionale, in particolare nel massiccio del Pollino, riesce a vivere dove altre specie non potrebbero. È presente raramente in Italia ed è anche la specie nazionale di pianta secolare più antica; nel Parco nazionale del Pollino, sul versante calabrese, dove sono state rinvenute alcune migliaia di pini, è stato individuato Italus, l'albero più longevo d'Europa la cui età sia stata scientificamente accertata.
Sopportano suoli sottili e poveri e spesso fanno portamento spettacolare. Si trova generalmente a un'altezza di 900–2500 m. Il pino loricato si rinviene spesso in esemplari isolati, ben distante da altri alberi.

## Tassonomia

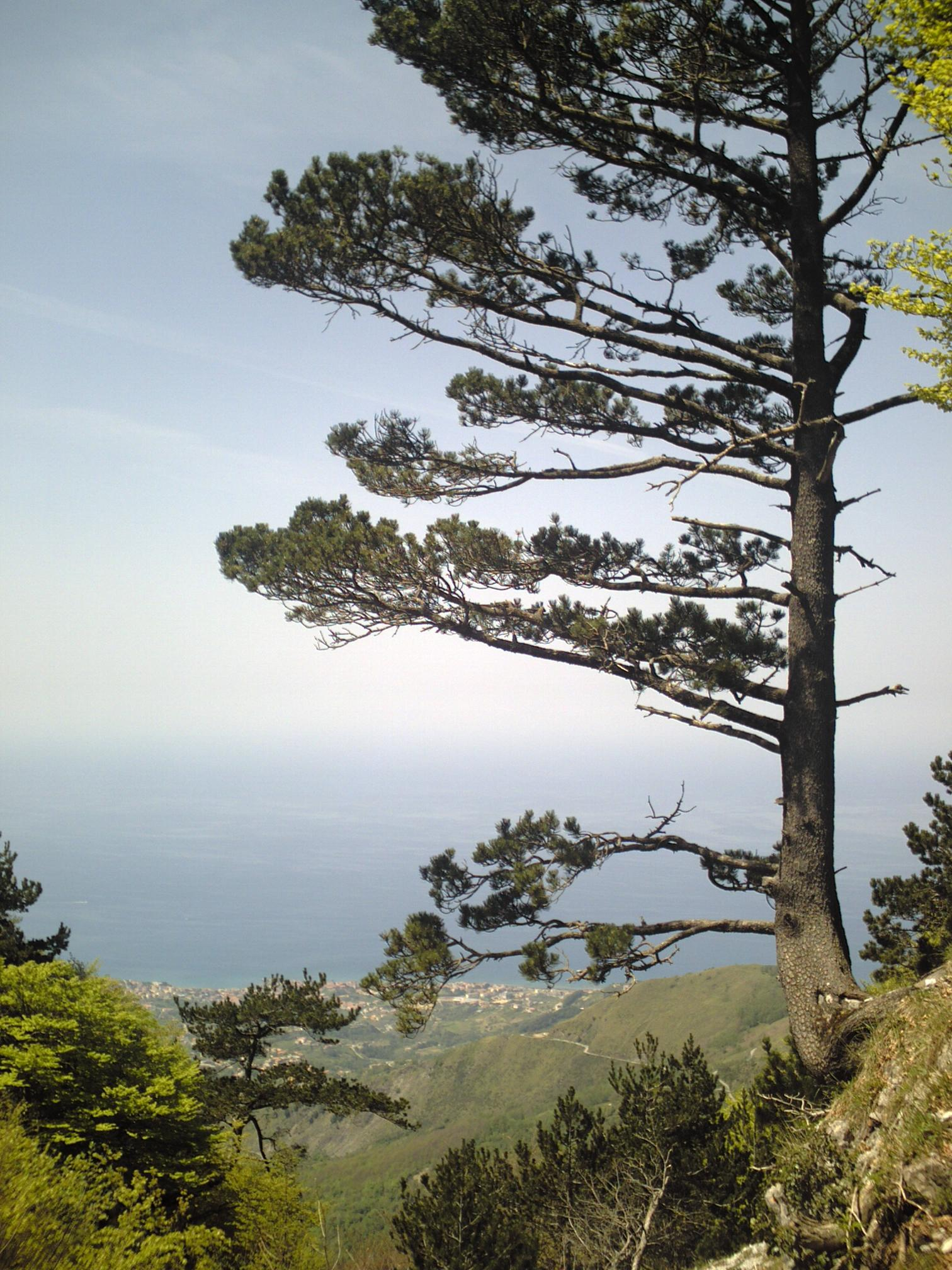
Pino Loricato in Calabria

La specie è stata descritta per la prima volta come Pinus heldreichii dal botanico svizzero Konrad Hermann Christ nel 1863 e una seconda volta come Pinus leucodermis nel 1864; l'autore della seconda descrizione, il botanico austriaco Franz Antoine, era all'oscuro della pubblicazione di poco precedente di Konrad Hermann Christ.

## Utilizzo
Attualmente il pino loricato viene prevalentemente coltivato come pianta ornamentale in parchi e giardini.
In passato, grazie al legno ricco di resine di odore gradevole, che lo rendono più resistente agli agenti naturali della decomposizione ed ai tarli, veniva utilizzato per la costruzione di bauli e casse da biancheria.
Sempre per la ricca presenza di resine, il legno ha la proprietà di bruciare lentamente e con una fiamma luminosa, motivo per cui in passato veniva usato per la realizzazione delle fiaccole utilizzate durante le feste locali.